# Dzieduszyccy herbu Sas

Herb Sas, odmiana hrabiowska Dzieduszyckich

Dzieduszyccy – polski ród szlachecki pieczętujący się herbem Sas. Pod koniec XVIII w. otrzymał tytuł hrabiowski od władców Monarchii Habsburgów (Austrii).

## Członkowie rodu
- Anastazja Dzieduszycka (1842–1890) – publicystka pedagogiczna
- Paulina Dzieduszycka (1831–1892) – literatka
- Talia Dzieduszycka (1811–1855) – poetka
- Aleksander Stanisław Dzieduszycki (1813–1879) – polityk galicyjski
- Aleksander Maria Dzieduszycki (1874-1949) - pułkownik, dyplomata, prezes Towarzystwa Hodowli Konia Arabskiego
- Antoni Bazyli Dzieduszycki (1757–1817) – polityk
- Edward Dzieduszycki (1818–1880) - ziemianin, działacz gospodarczy
- Franciszek Jan Dzieduszycki (zm. 1704) – wojewoda podolski
- Henryk Dzieduszycki (1795–1845) – ziemianin, przemysłowiec
- Izydor Dzieduszycki (1842–1888) – pisarz historyczny i polityczny
- Jerzy Dzieduszycki (1575–1641) – kasztelan lubaczowski
- Jerzy Stanisław Dzieduszycki (1670–1730) – koniuszy wielki koronny
- Józef Kalasanty Dzieduszycki (1776–1847) – założyciel Biblioteki Poturzyckiej
- Julia z Dzieduszyckich Gromnicka (1782-1851) - dama Orderu Krzyża Gwiaździstego
- Juliusz Dzieduszycki (ziemianin) – (1817–1885) – ziemianin, hipolog
- Juliusz Dzieduszycki (1882–1944) – polityk i dyplomata
- Karol Dzieduszycki (1847–1902) – ziemianin, polityk galicyjski
- Kazimierz Adam Dzieduszycki (1812–1885) – poseł na Sejm Krajowy
- Konstanty Dzieduszycki (1884–1964) – poseł na Sejm i senator w II Rzeczypospolitej
- Ludwik Benedykt Wincenty Ferreriusz (1778–1851)
- Maurycy Dzieduszycki (1813–1877) – historyk, publicysta
- Maria Dzieduszycka (1851–1918) – działaczka społeczna
- Mieczysław Antoni Dzieduszycki (1823–1872) – działacz społeczny i oświatowy
- Mikołaj Adam Dzieduszycki (1769–1795) – publicysta
- Tadeusz Dzieduszycki (1724–1777) – cześnik wielki koronny
- Tadeusz Dzieduszycki (1841–1918) – poseł na Sejm Galicyjski
- Teresa Dzieduszycka (1927-2017) – publicystka, tłumaczka
- Tytus Dzieduszycki (1796–1870) – ziemianin, paleontolog, polityk galicyjski
- Walerian Dzieduszycki (1754–1832), działacz patriotyczny, ziemianin
- Wanda Dzieduszycka – Kańska (1924–2009) – dziennikarka, przedstawicielka Polonii włoskiej
- Władysław Dzieduszycki (1821–1868) – poseł, hodowca koni
- Władysław Dzieduszycki (1875–1940) – poseł
- Włodzimierz Dzieduszycki (1825–1899) – przyrodnik, organizator przemysłu ludowego
- Włodzimierz Dzieduszycki (1885–1971) – ostatni Ordynat na Poturzycach
- Wojciech Dzieduszycki (1848–1909) – polityk, filozof, eseista
- Wojciech Dzieduszycki (1912–2008) – artysta
- Piotr Dzieduszycki, właściwie Piotr Andrzej Maria Dzieduszycki (1946–2014) – socjolog i dziennikarz, działacz społeczny

## Pałace Dzieduszyckich

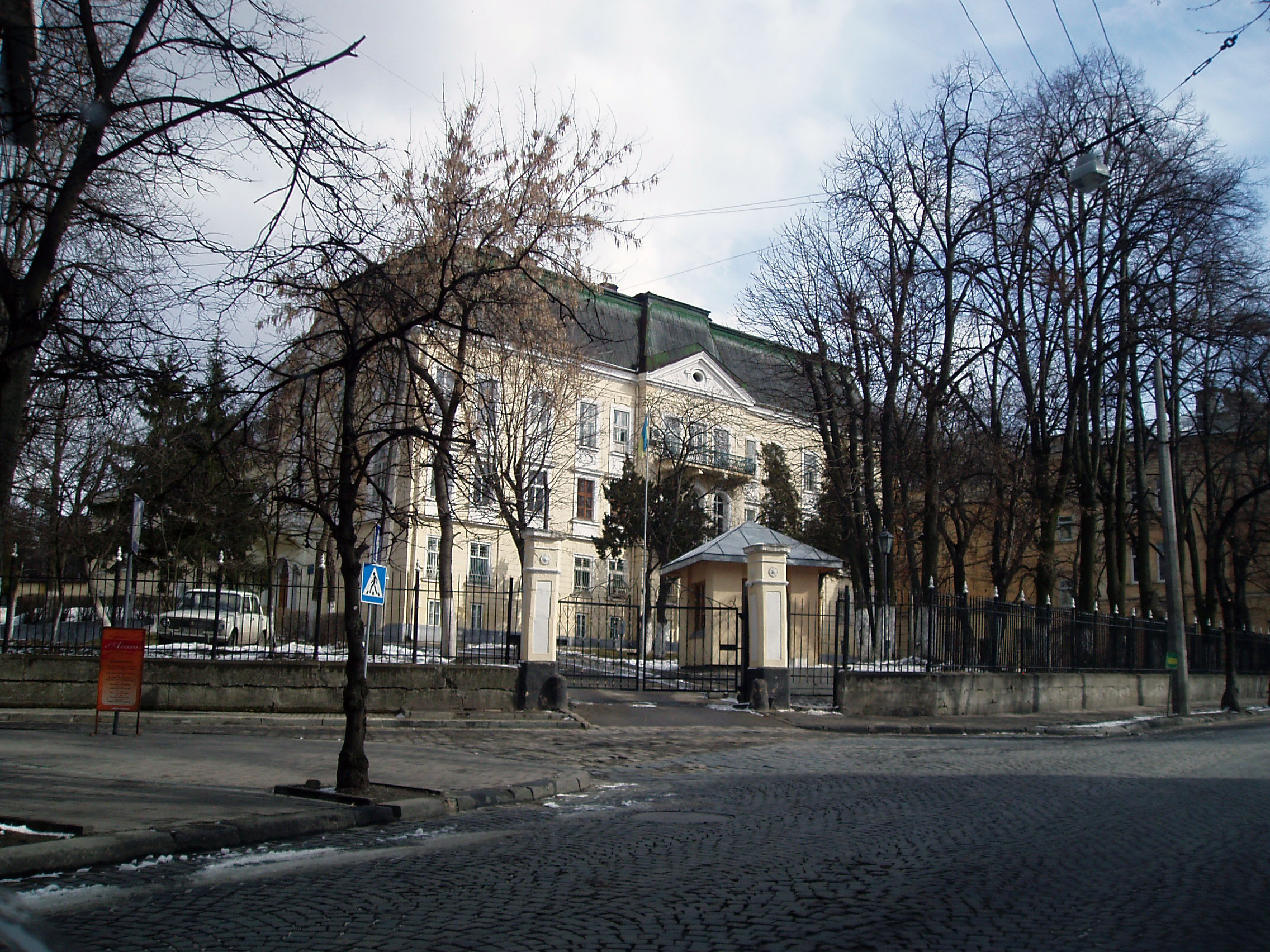
Pałac we Lwowie na ul. Łysenki
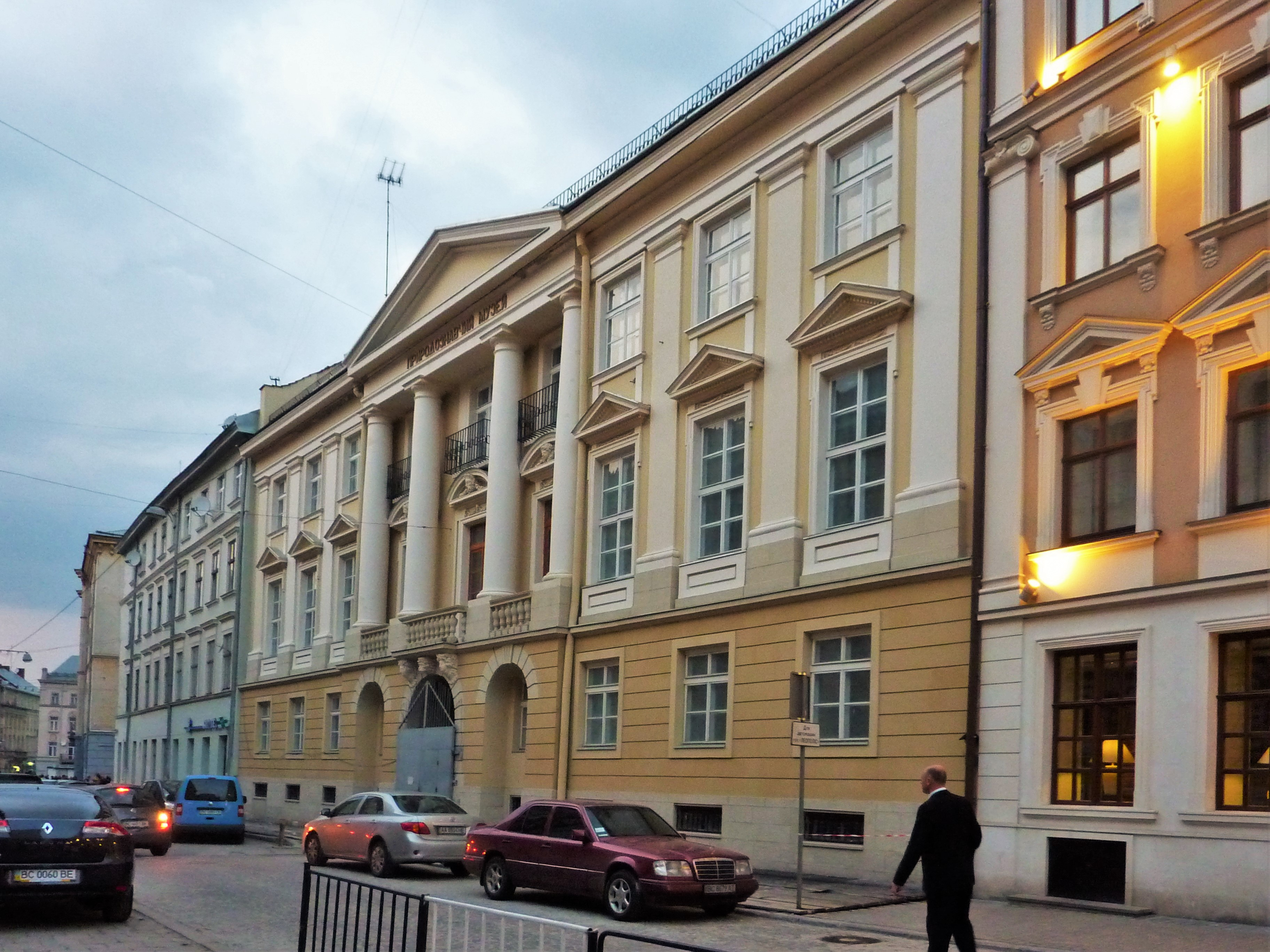
Pałac we Lwowie
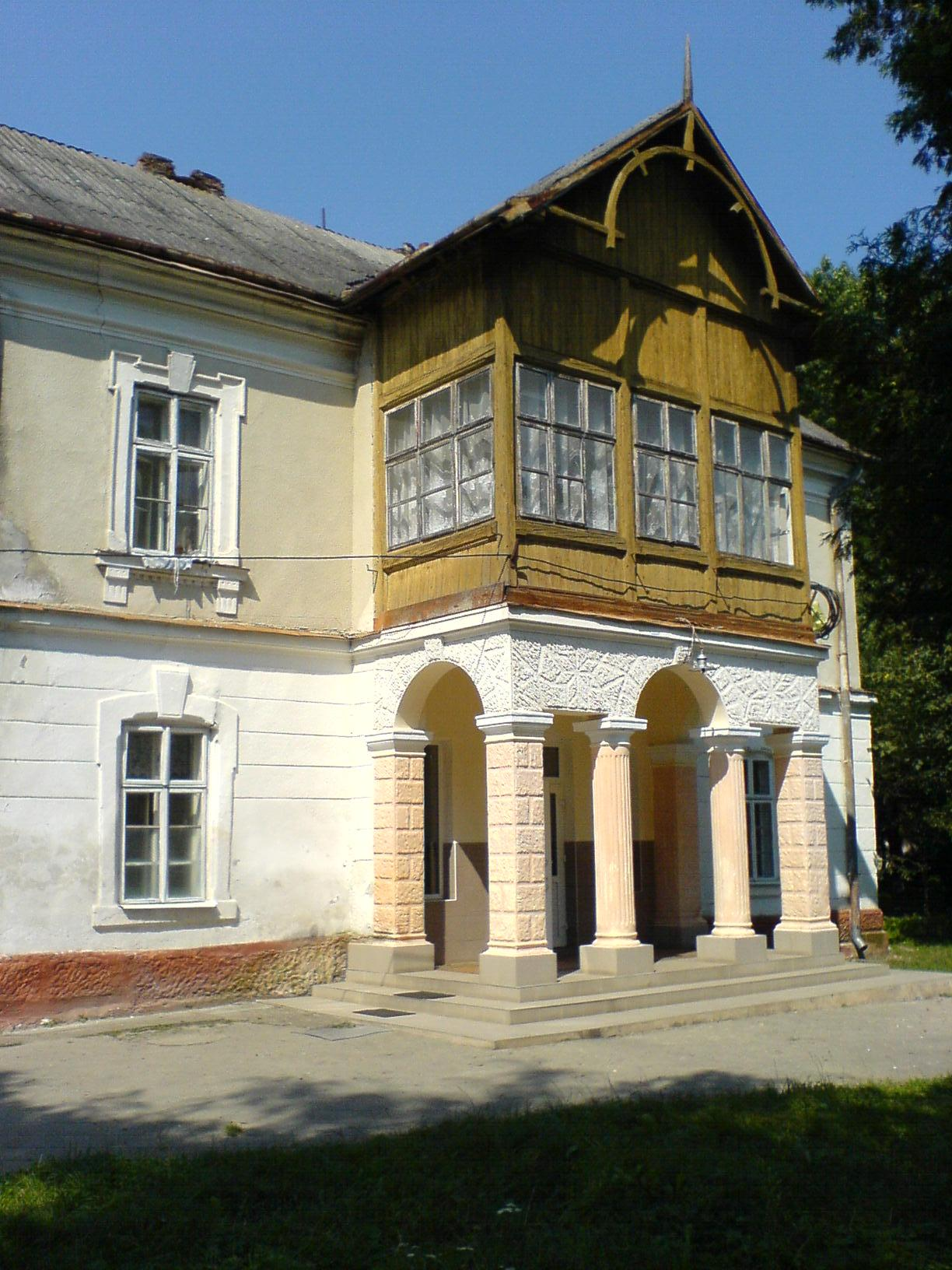
Pałac w Jezupolu
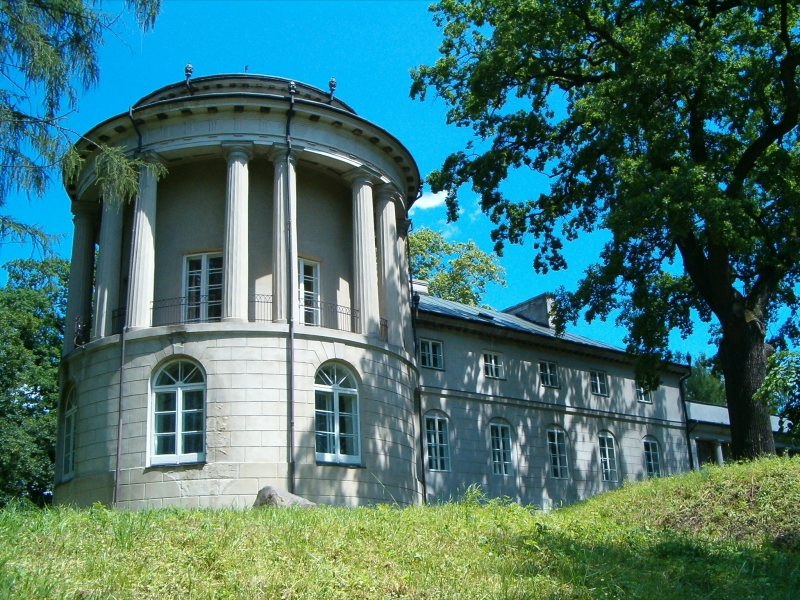
Pałac w Zarzeczu koło Przeworska
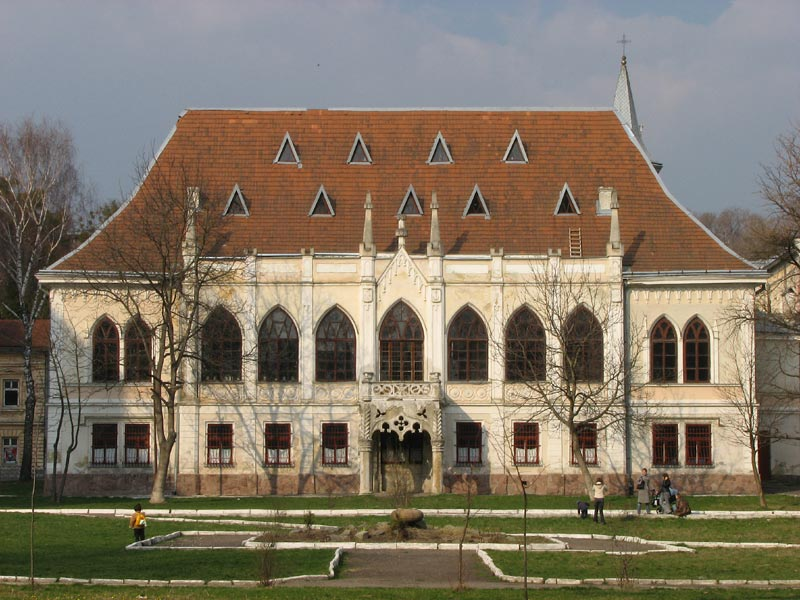
Pałac Henryka Dzieduszyckiego we Lwowie (Turkull-Comello)
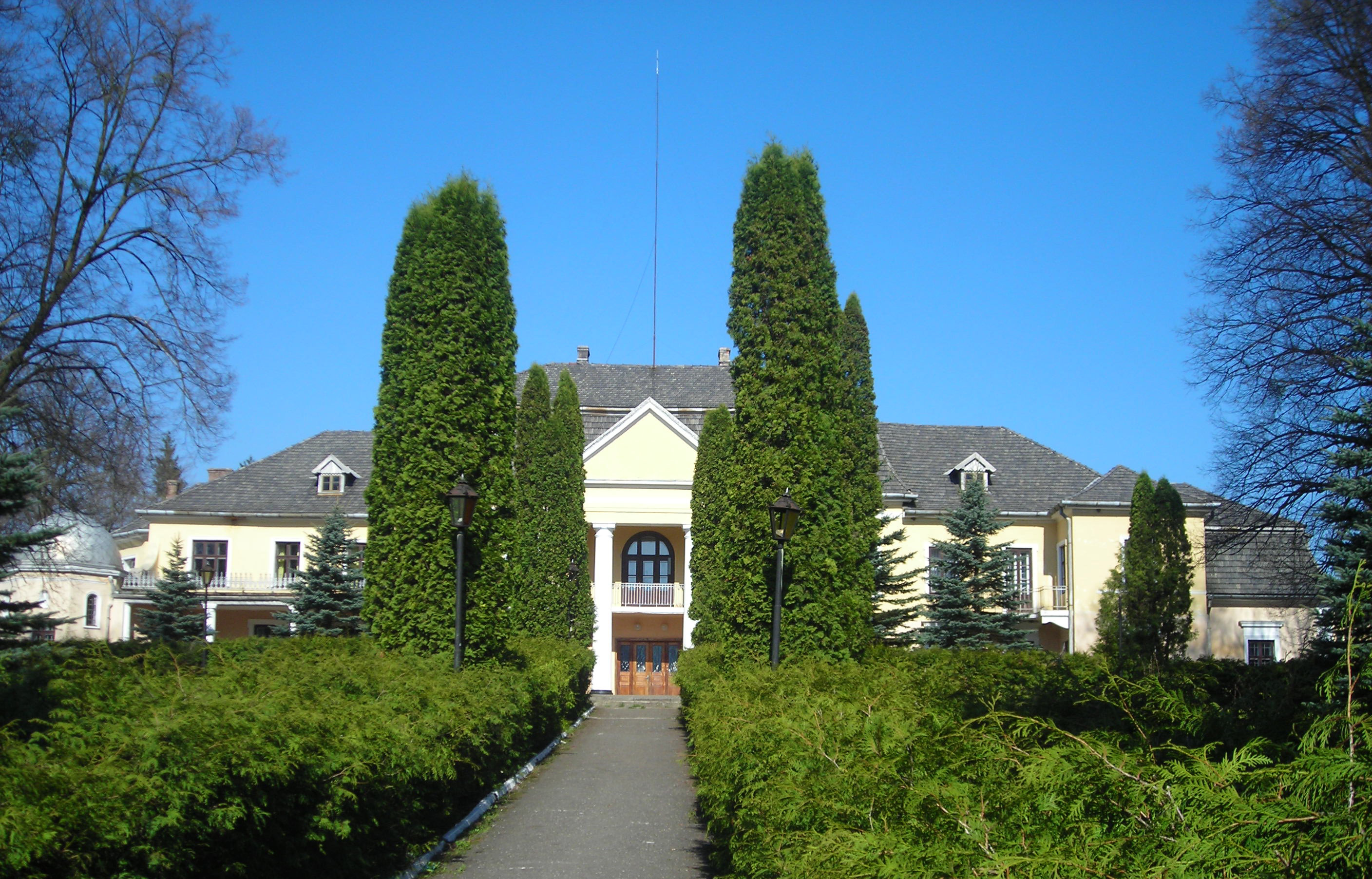
Pałac w Niesłuchowie